# Henry Liu
Henry Liu (ur. 7 grudnia 1932, zm. 15 października 1984), znany także pod pseudonimem Chiang Nan (江南, Jiāng Nán) – chiński dziennikarz i pisarz mieszkający w Stanach Zjednoczonych, ofiara mordu politycznego dokonanego przez członków Kuomintangu.
Urodził się w Jingjiang w prowincji Jiangsu. W wieku 16 lat dostał powołanie do wojska i w 1949 roku w wyniku przegranej wojny domowej ewakuował się wraz z siłami republikańskimi na Tajwan. Służył w pionie politycznym armii, na skutek kłótni z przełożonymi nie otrzymał jednak awansu i ostatecznie przeszedł do cywila. Podjął pracę dziennikarza w Taiwan Daily News i w 1967 roku otrzymał akredytację jako korespondent w Waszyngtonie. 
W 1973 roku otrzymał obywatelstwo amerykańskie i zaczął pisać artykuły krytyczne wobec władz Republiki Chińskiej, zwłaszcza rodziny Czang Kaj-szeka i jej powiązań polityczno-biznesowych. Wielokrotnie otrzymywał z tego powodu listy z pogróżkami. W 1984 roku opublikował krytyczną biografię prezydenta Chiang Ching-kuo. Książka ta stała się bezpośrednim powodem zorganizowania przez Wang Hsi-linga, szefa tajwańskiego wywiadu wojskowego, zamachu na życie Liu. 15 października 1984 roku wynajęci członkowie jednej z triad zastrzelili dziennikarza w jego domu w Daly City w Kalifornii, po czym zbiegli na Tajwan. Operacja służb tajwańskich na terytorium USA wywołała skandal dyplomatyczny. Śledztwo w sprawie morderstwa, podjęte przez FBI, stało się na początku 1985 roku tematem jednego z posiedzeń Kongresu. Pod naciskiem administracji prezydenta Reagana również władze tajwańskie powołały komisję śledczą. Jak się okazało w toku śledztwa, Liu był potrójnym agentem tajwańsko-amerykańsko-chińskim. Mimo wątpliwości co do stopnia wiedzy i zaangażowania władz Republiki Chińskiej w sprawę uznano ostatecznie, iż Wang działał na własną rękę. Powodem zlecenia zabójstwa miała być obawa przed ujawnieniem przez Liu nazwisk tajwańskich agentów w ChRL. W pierwszym w historii Tajwanu publicznym procesie wysokiego urzędnika państwowego Wanga oraz dwóch morderców Henry’ego Liu skazano na dożywocie.
Zabójstwo Liu pośrednio przyczyniło się do liberalizacji systemu politycznego na Tajwanie pod koniec lat 80. XX wieku. Wdowa po dziennikarzu, Helen Liu, wnosiła później pozwy do amerykańskich sądów przeciwko rządowi Republiki Chińskiej jako odpowiedzialnemu za śmierć jej męża. Sprawę morderstwa i śledztwa opisał w 2007 roku w książce Fires of the Dragon David E. Kaplan.